# Stade Willy-Bambridge
Pour les articles homonymes, voir William Bambridge et Bambridge.
Le stade Willy-Bambridge, également connu sous le nom de stade place To'ata (en tahitien : Stade Tahua To'ata), est un stade omnisports tahitien (servant principalement pour le football et le football américain) situé à Papeete, capitale de l'île de Tahiti en Polynésie française.
Le stade, doté de 1 500 places et inauguré en 1967, sert d'enceinte à domicile à l'équipe de Tahiti de football américain.
Le stade porte le nom de William Bambridge dit « Billy », footballeur tahitien et originaire de Papeete (son père en fut le maire de 1933 à 1941).

## Histoire
En 1890, le terrain où se trouve aujourd'hui le stade, qui abritait un camp militaire et des anciens abattoirs, est racheté par la commune, qui le loue d'abord un temps à des particuliers. Après la Seconde Guerre mondiale, la commune, avec l'appui de la FGSS (Fédération générale des sociétés sportives), entreprend de construire une installation sportive sur les lieux. C'est donc en 1964 que les travaux de construction du stade débutent, pour s'achever en 1967.
Situé à l'entrée ouest de Papeete, le stade, disposant de 100 places de parking, est proche de l'école To'ata, situé sur la place To'ata, et c'est donc pourquoi il est souvent surnommé le « stade place To'ata. »
En août 2007, après plusieurs mois de travaux de rénovation (pour un coût total de 140 millions de FCFP), le stade, rénové par JL Polynésie (fondation, assainissement et piste d'athlétisme), Espace Paysage (pose de gazon synthétique du stade et aire de jeux) et Gus Construction (clôture), rouvre ses portes au public.
Le stade est également fréquenté par les écoles publiques du quartier, et est accessible au public tous les jours de 5h à 20h.

## Événements
- Finale du Heiva Bowl : 2009, 2010 et 2011 (football américain)
- Finale du Christmas Bowl (championnat d'hiver) : 2011 (football américain)
- Coupe du monde de football de plage 2013
- Jeux Intervilles de Papeete : 10 au 12 septembre 2015[6]